# Vem Balançar! (Volume 14)
Vem Balançar! é o nono álbum de estúdio e décimo quarto álbum de carreira do conjunto musical brasileiro Calypso. Lançado em 21 de maio de 2010 através de sua editora discográfica independente Calypso Produções. Gerou os singles "Vem Balançar" e "Perdoa". O álbum traz dezenove faixas, sendo o disco com o maior número de músicas de todo o catálogo da banda.

## Faixas
| N.º            | Título                       | Compositor(es)                        | Duração |  |
| 1.             | "Balancê"                    | Marquinhos Maraial Isac Maraial       | 3:05    |  |
| 2.             | "Brinquedo Velho"            | Chrystian Lima Beto Caju              | 3:21    |  |
| 3.             | "Se Joga"                    | Chrystian Lima Jairon Neves           | 3:18    |  |
| 4.             | "Vem Balançar"               | Edilson Morenno Glayse Dominguez      | 3:29    |  |
| 5.             | "Grandes Amores"             | Chrystian Lima Jairon Neves Ivo Lima  | 3:34    |  |
| 6.             | "Disco Voador"               | Louro Santos Marcibron                | 3:19    |  |
| 7.             | "Amor Não Te Esqueci"        | Chico Amado Robson Mathos             | 3:28    |  |
| 8.             | "Vai Pegar Fogo"             | Chrystian Lima Jairon Neves Beto Caju | 3:05    |  |
| 9.             | "Solidão Já Era"             | Beto Caju Tivas                       | 3:37    |  |
| 10.            | "Te Encontrei"               | Louro Santos                          | 3:17    |  |
| 11.            | "Barca Furada"               | Louro Santos                          | 3:59    |  |
| 12.            | "Perfume de Paixão"          | Tivas Nino                            | 3:25    |  |
| 13.            | "Perdoa"                     | Chrystian Lima Beto Caju              | 3:33    |  |
| 14.            | "Você Não Me Merece"         | Tivas Vicente Hércules                | 3:44    |  |
| 15.            | "24 Horas de Paixão"         | Louro Santos Marcibron                | 3:42    |  |
| 16.            | "Tchau, Tchau Já Foi"        | Marquinhos Maraial Edu Luppa          | 3:29    |  |
| 17.            | "Blackout"                   | Marquinhos Maraial Luizinho Lino      | 3:07    |  |
| 18.            | "De Joelhos"                 | Marquinhos Maraial Flávio Bento       | 3:53    |  |
| 19.            | "Com Você Onde Sua Vida For" | Chrystian Lima Ivo Lima Wallace Lima  | 2:47    |  |
| Duração total: | Duração total:               | Duração total:                        | 65:26   |  |